# Saules, Doubs
Saules är en kommun i departementet Doubs i regionen Bourgogne-Franche-Comté i östra Frankrike. Kommunen ligger i kantonen Ornans som tillhör arrondissementet Besançon. År 2022 hade Saules 232 invånare.

## Befolkningsutveckling
Antalet invånare i kommunen Saules
Referens:INSEE